# Festival international de films de femmes de Créteil 1994
La 16e édition du Festival international de films de femmes de Créteil se tient à la Maison des arts et de la culture à Créteil, préfecture du département du Val-de-Marne, du 18 mars au 27 mars 1994. Des rétrospectives sont consacrées à Catherine Deneuve, Mireille Dumas et aux réalisatrices pionnières du cinéma,.

## Palmarès
- Grand Prix du Jury – Meilleur long métrage de fiction : La Tentation d'un bonze (You Seng) de Clara Law (Hong Kong/Australie)
- Prix du Public – Meilleur long métrage de fiction, Mention spéciale Grand Jury et Mention spéciale Prix Graine de Cinéphage : Le Sexe des étoiles de Paule Baillargeon (Canada)
- Prix AFJ – Meilleur long métrage documentaire : Dream Girls (Filles de rêve) de Kim Longinotto et Jano Williams (Grande-Bretagne). Mention spéciale pour Ha-Behirah V'Hagoral de Tsipi Reibenbach (Israël)
- Prix Graine de Cinéphage – Meilleur long métrage de fiction : Mi vida loca d’Allison Anders (États-Unis)
- Prix Programmes courts et créations CANAL + Meilleur court métrage : No Mamma no ! de Cécilia Calvi (Italie)
- Prix du Public –  Meilleur long métrage documentaire  : Amours interdites : au-delà des préjugés, vies et paroles de lesbiennes (Forbidden Love : The Unshamed Stories of Lesbian Lives) d’Aerlyn Weissman et Lynne Fernie (Canada)
- Prix du Public – Meilleur court métrage étranger : Cancer in Two Voices de Lucy Massie Phenix (États-Unis)
- Prix du Public – Meilleur court métrage français : Les Toilettes de Belle-Ville d’Eléonore Faucher